# Schloss Blücherhof

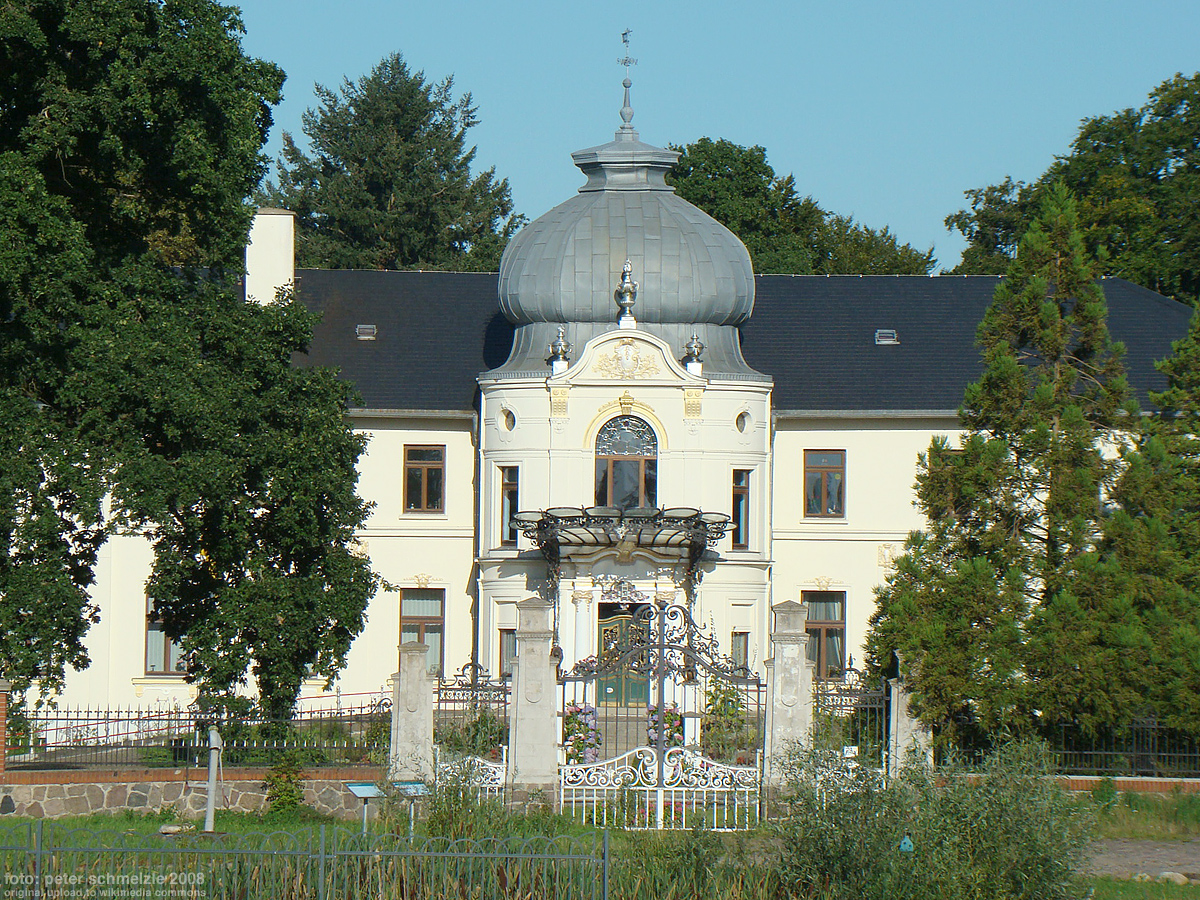
Schloss Blücherhof

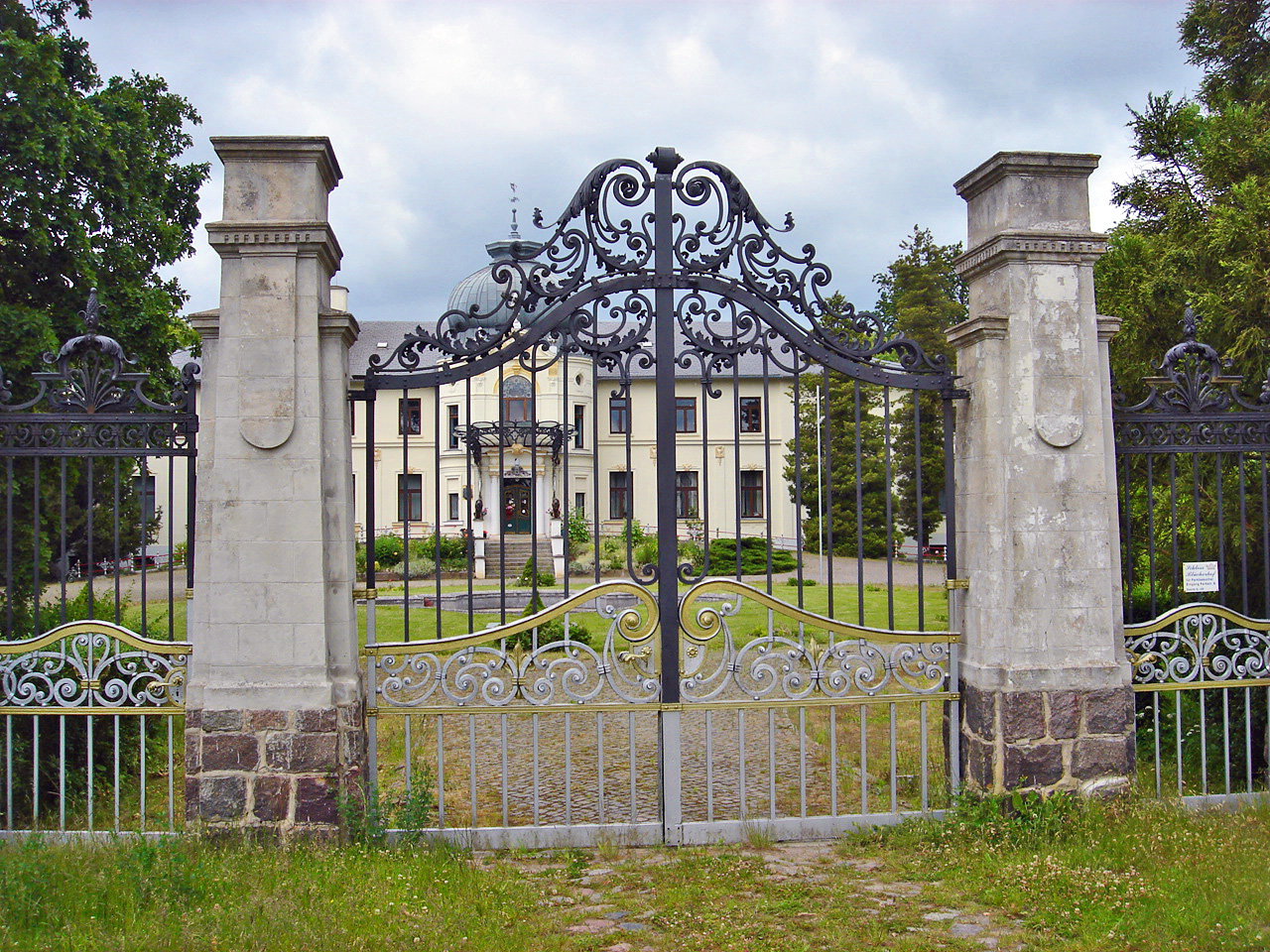
Hauptportal

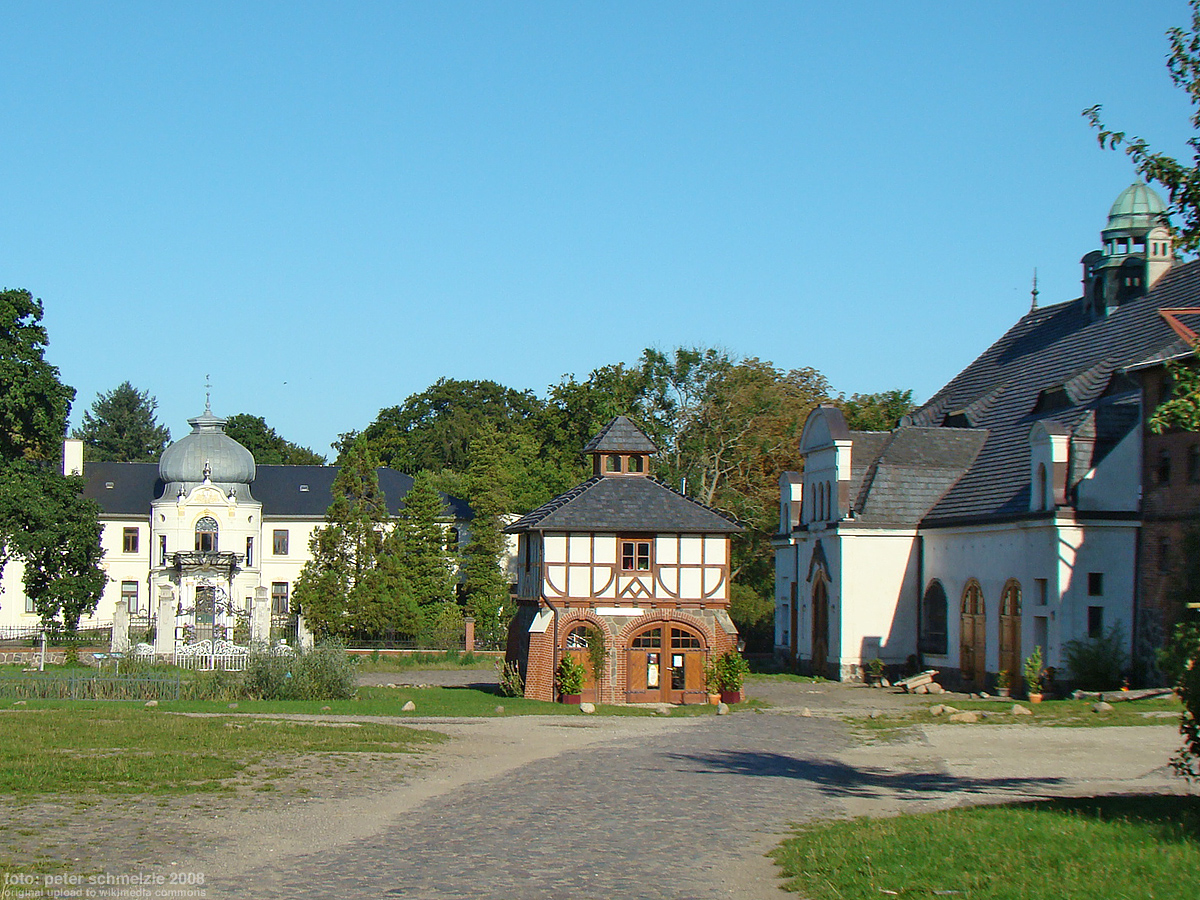
Wirtschaftshof

Das aufwändige neobarocke Herrenhaus im Ortsteil Blücherhof von Klocksin im Landkreis Mecklenburgische Seenplatte in Mecklenburg-Vorpommern ist als Schloss Blücherhof bekannt. Es befindet sich in Privatbesitz, wird für Ausstellungen und Kulturveranstaltungen genutzt und ist von einem bedeutenden dendrologischen Garten umgeben.

## Geschichte
Der Besitz Blücherhof, mindestens bis 1803 Lütgenhof genannt, war ursprünglich Eigentum der Familie von Blücher und gelangte um 1791 durch Heirat der Ölgrad von Blücher mit dem Hauptmann Hans Heinrich Ludwig von Arnim-Gerswalde (1756–1812), ein Bruder des preußischen Regierungspräsidenten Carl Ludolf Bernhard von Arnim, an die Familie von Arnim, die das Anwesen über zwei Generationen hielt. Es folgte der zweitgeborene Sohn Ludwig Friedrich Bernhard von Arnim-Lütgenhof (1803–1859), der in die Mecklenburgische Ritterschaft Aufnahme fand, Blücherhof 1848 veräußerte und 1851 das Gut in Lieblingshof dafür erwarb.
Etwa 1850 folgte die Familie von Hintzenstern, eigentlich Hintzen von Hintzenstern, die 1753 in Wien geadelt wurde. Sie übernahm auch das Kirchenpatronat, dieses ging direkt an den Gutsherrn August sen. von Hintzenstern (1818–1886), großherzoglich-mecklenb. Premier-Lieutenant, und seine Ehefrau Juliane Krüger. 1874 verkauften die Hintzenstern nach eigenen Angaben das Gut. Vor 1882 ging die Begüterung an das Adelsgeschlecht von Plessen. Den Herrensitz bewohnte der Rittmeister Freiherr Karl-Axel von Maltzahn und seine Frau Anna von Plessen-Reez (1856–1895). Sie wurde vom Blücherhof aus Gründerin des Mecklenburgischen Frauenvereins für Frauenmission. Der damalige Sekonde-Leutant Helmold von Plessen leistete 1888 als Erbe für sich und seine Schwestern Anna von Maltzahn, Elsbeth von Plessen und für Maria von Böhl, den Homagial-Eid für das im Amt Lübz befindliche Allodialgut Hof- und Kirch-Lütgendorf c. p. Blücherhof ab. Da Blücherhof allodial frei war erbte nach dem Tod 1895 der Freifrau Anna von Maltzahn, geb. von Plessen, ihr Ehemann Karl (Carl) Axel von Maltzahn im Folgejahr 1896 das Gut als alleiniges freies und somit veräußerliches Eigentum.
Um 1897/1898 erwarb der in St. Petersburg geborene Berliner Zoologe und Privatgelehrte Alexander Koenig, Sohn des Zuckermagnaten Leopold Koenig, das Gut. Schloss Blücherhof wurde bis 1904 im Auftrag von Alexander Koenig nach Plänen des Berliner Architekten Gustav Holland erbaut. Der Hauptwohnsitz der Familie Koenig blieb in den 1910er Jahren Bonn. Als örtlicher Vertreter agierte Justizrat Dahlmann aus Rostock.
Bis zu seinem Tode im Jahr 1940 blieb Alexander Koenig Eigentümer des Gutes. Später waren im Herrenhaus Sammlungen des Deutschen Entomologischen Instituts (vormals in Berlin-Dahlem, danach in Berlin-Friedrichshagen, heute in Müncheberg/Brandenburg) eingelagert. Von 1951 bis 1961 wurde Blücherhof als Jugendwerkhof und danach bis 2003 als Spezialkinderheim genutzt. Seit 2004 ist das Schloss in Privatbesitz und wurde restauriert.

## Architektur
Das Schloss ist ein ursprünglich anderthalbgeschossiger neobarocker Putzbau von 1902. Die Mitte der Hofseite ist durch einen über Auffahrt und Freitreppe erreichbaren fünfseitigen Risalit mit reich verziertem Vordach in Jugendstilformen betont, der von einer kuppelartigen Haube bekrönt wird. Auf der Rückseite sind vor dem mittleren Frontispiz ein Altan und eine Freitreppe angeordnet; das ursprüngliche Mansarddach mit stehenden Gauben und begrenzenden Zwerchgiebeln wurde bei einem späteren Ausbau des Dachgeschosses zum Vollgeschoss mit flach geneigtem Walmdach beseitigt.
Das Eingangstor wird von eingeschossigen neobarocken Putzbauten flankiert. Die schmiedeeisernen Gittertüren sind aufwändige Arbeiten im Stil des Rokoko. Am Wirtschaftshof steht ein neobarocker Putzbau mit Risaliten und mittlerem Dachturm, der als Stall genutzt wurde. Daneben findet sich ein Taubenturm mit quadratischem Unterbau aus Backstein und einem Obergeschoss in Fachwerk. Schließlich ist eine zweigeschossige Schnitterkaserne mit barockisierendem Giebel zu erwähnen. Alle diese Gebäude wurden um 1900 erbaut.

## Park
Das Schloss ist von einem in den Jahren 1900 bis 1906 vom Eigentümer angelegten Park umgeben, der auf etwa acht Hektar rund 200 verschiedene dendrologische Seltenheiten zeigt und zu den bedeutendsten botanischen Parks in Nordostdeutschland gehört. Neben den bei der Anlage in die Parkgestaltung einbezogenen, etwa 600 Jahre alten Eichen gehören zu den 120 Baumarten sowohl einheimische als auch etwa 100 exotische Gehölze. Der Park wurde deshalb 1967 unter Schutz gestellt. 1998 erfolgte eine Bestandsaufnahme der über 700 Gehölze.